# Batotheca dohrniana
Batotheca dohrniana är en stekelart som beskrevs av Günther Enderlein 1905. Batotheca dohrniana ingår i släktet Batotheca och familjen bracksteklar. Inga underarter finns listade.